# Bütte

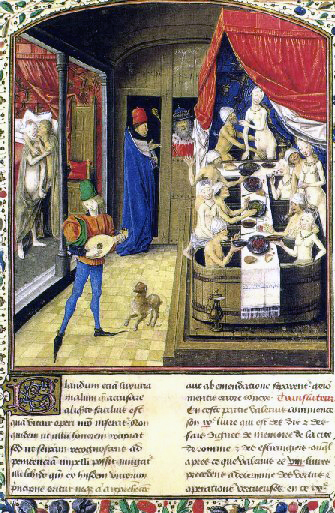
Badezuber in einem Badehaus
(um 1470)

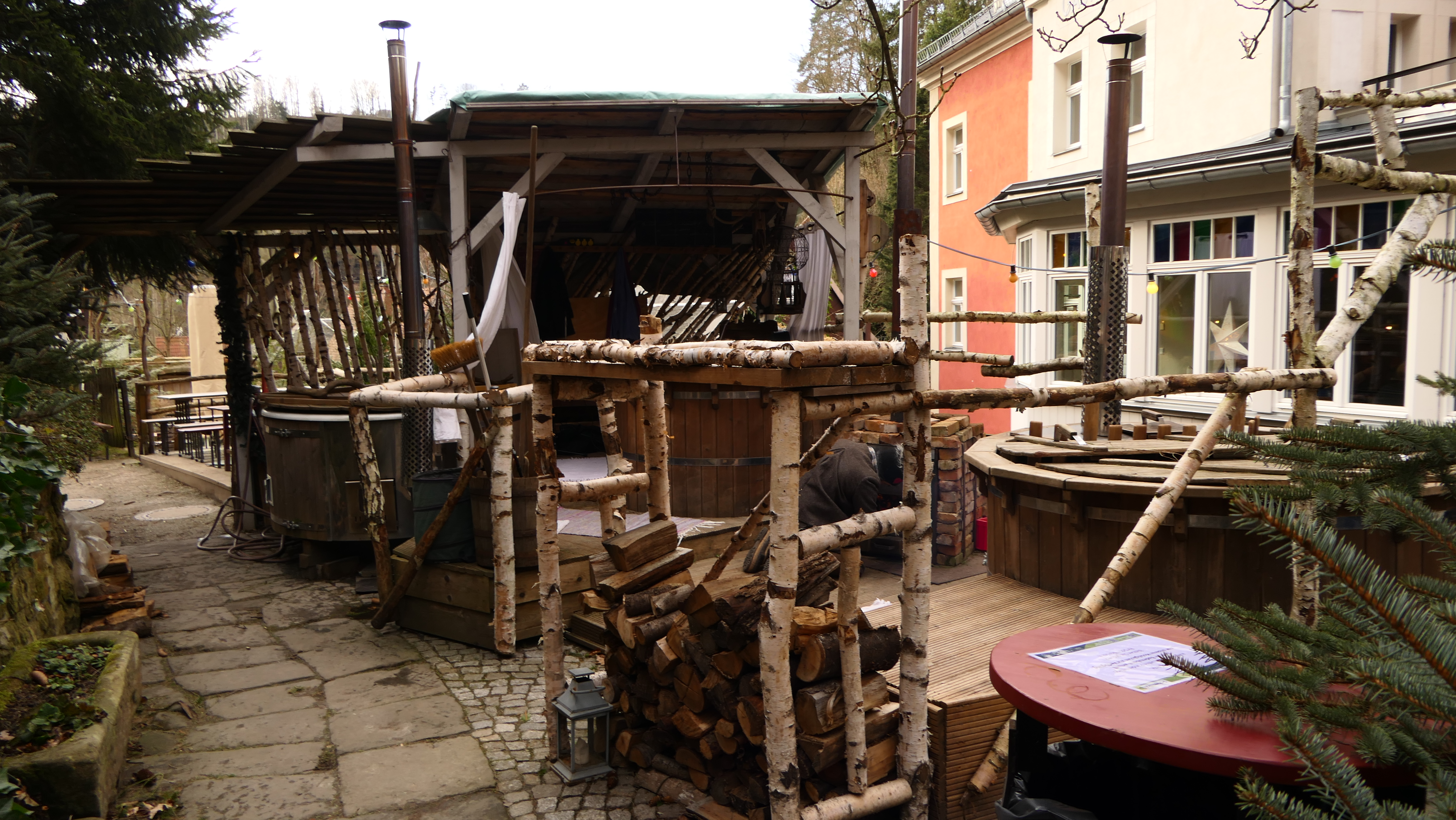
Badezuber in Schmilka

Die Bütte, die Butte, die Bütt (etymologisch verwandt mit dem Bottich), der Zuber (von althochdeutsch zwī-bar, wörtlich „Zwei-Träger“, das ein Gefäß mit zwei Tragegriffen bezeichnet, im Gegensatz zu althochdeutsch eim-beri, Eimer, mit einem Tragegriff) oder (oberdeutsch) das „Schaff“ ist ein großes Gefäß von runder oder ovaler Form ohne Deckel. In der Regel sind diese Gefäße breiter als hoch.
Bütten werden traditionell bei der Papierherstellung („Schöpfbütte“) oder beim Weinbau verwendet. Ursprünglich diente der Waschzuber jedoch als allgemeines Sanitärutensil. „Zuber“ nennt man hier speziell heizbare Gefäße.

## Geschichte
Anfangs waren Bütten aus Holz und wurden ähnlich wie die geschlossenen Weinfässer durch den Küfer, Büttner oder Böttcher gefertigt. Später wurden die Schöpfbütten auch aus Stein oder Eisen hergestellt; die eisernen wurden zum Schutz vor Rost mit Blei verkleidet. Bis ins 18. Jahrhundert hinein hatte eine Papiermühle meist nur eine einzige Bütte, welche dann die Grenze ihrer Leistung bestimmte.
Mit der Bildung von Löschmannschaften in Form von Pflichtfeuerwehren Anfang des 19. Jahrhunderts wurden auch deren Rechte und Pflichten festgelegt, in der auch die Handhabung von Zubern erfolgte. So hatte der Ortsvorstand eine Abteilung rüstiger Männer auszuwählen, welche „unter eigenen Anführern steht, und zum Retten von Menschen, Hausthieren und Effecten bestimmt ist“. Diese Mannschaft hatte sich, „soviel thunlich, mit starken, besonders an den Handhaben gut befestigten geflochtenen Körben, Rettungsschläuchen, Tragbahren, Zubern, Seilen und Brechwerkzeugen“ zu versehen, um Rettungsmaßnahmen durchzuführen. Beispielsweise erließ das Herzogtum Nassau im November 1826 eine solche Verordnung.

## Verwendung

### Waschzuber

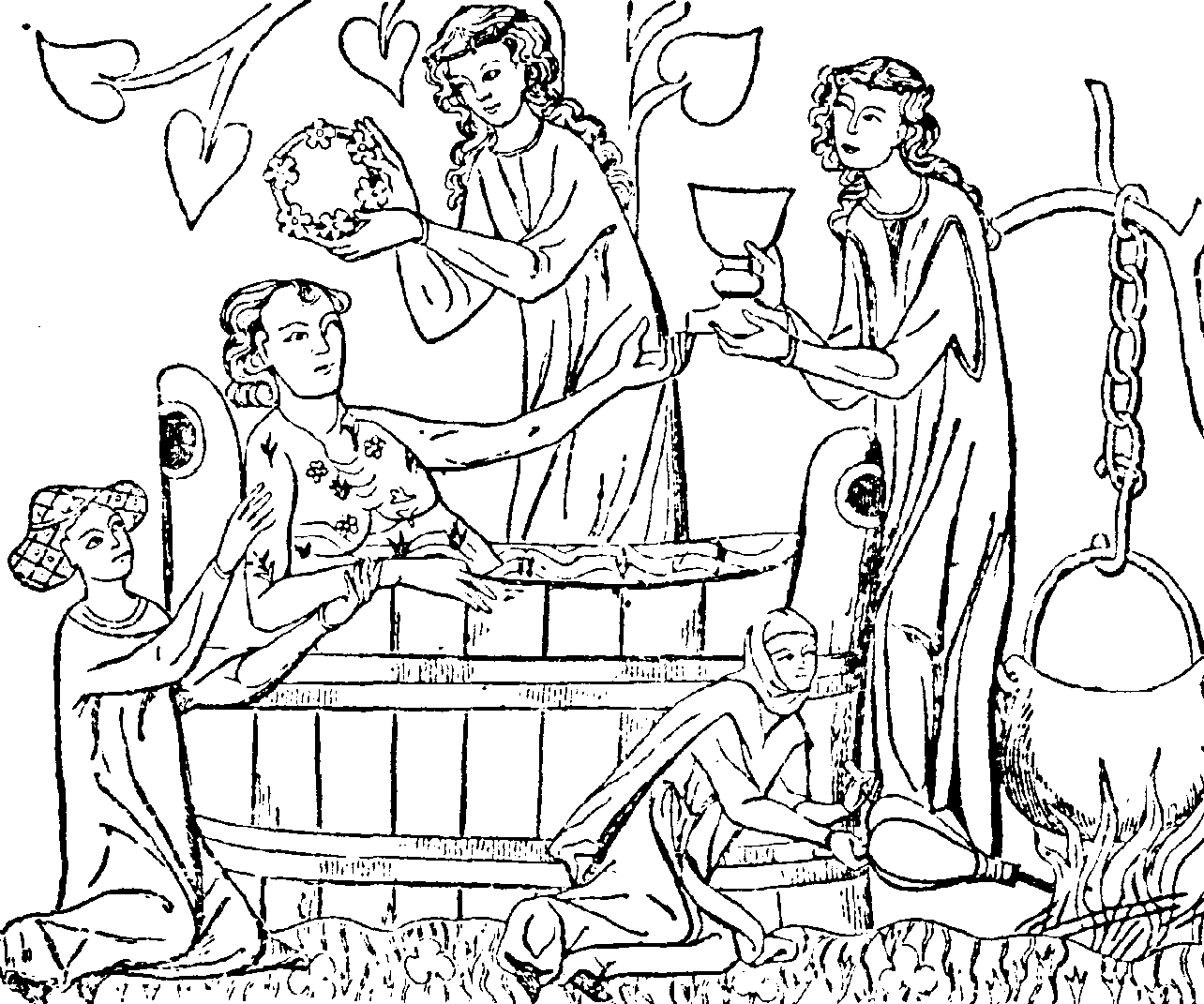
Badender Ritter (14. Jh.)

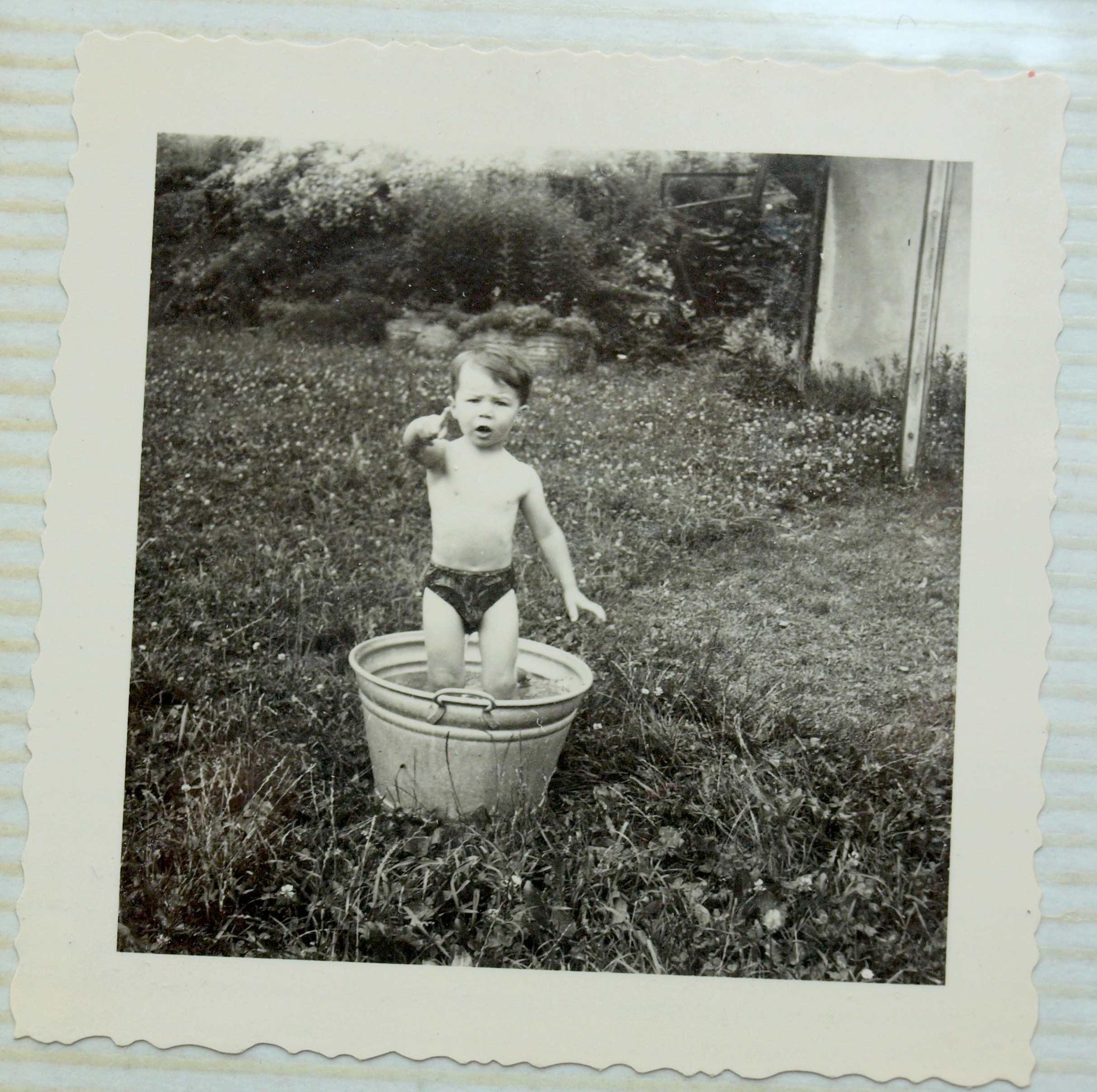
Baden im Zuber

Zuber oder Bütten zum Zweck des Wäschewaschens standen früher in den Waschhäusern, die meist von mehreren Parteien gemeinsam genutzt wurden und über einen Ofen zum Erhitzen des Wassers verfügten. Daneben bildet der Waschzuber auch die Ausgangsform der Badewanne zur Körperpflege. In der Südpfalz und im Rheinland wird die Badewanne heute noch umgangssprachlich „Bad(e)bütt“ genannt.
Heutzutage ist das „Zubern“ in beheizten Bütten vor allem im Liverollenspiel auch eine beliebte Form der gemeinschaftlichen Entspannung.

### Papierherstellung
Bütten werden noch benutzt bei der Herstellung handgeschöpften Papiers, dem Büttenpapier, das kurz auch „das Bütten“ genannt wird. Dabei wird ein wässriger Faserbrei aus Hadern oder Zellstoff (das „Ganzzeug“ oder der „Ganzstoff“) mit einem Sieb geschöpft und anschließend zu Papier getrocknet. Eine aus dem Papierschöpfen stammende Bütte wird auch bei dem historischen Brauch des Gautschens verwendet, wenn ein Buchdrucker oder Schrift- bzw. Maschinensetzer nach beendeter Lehrzeit in den Gesellenstand übernommen wird.

### Weinbau

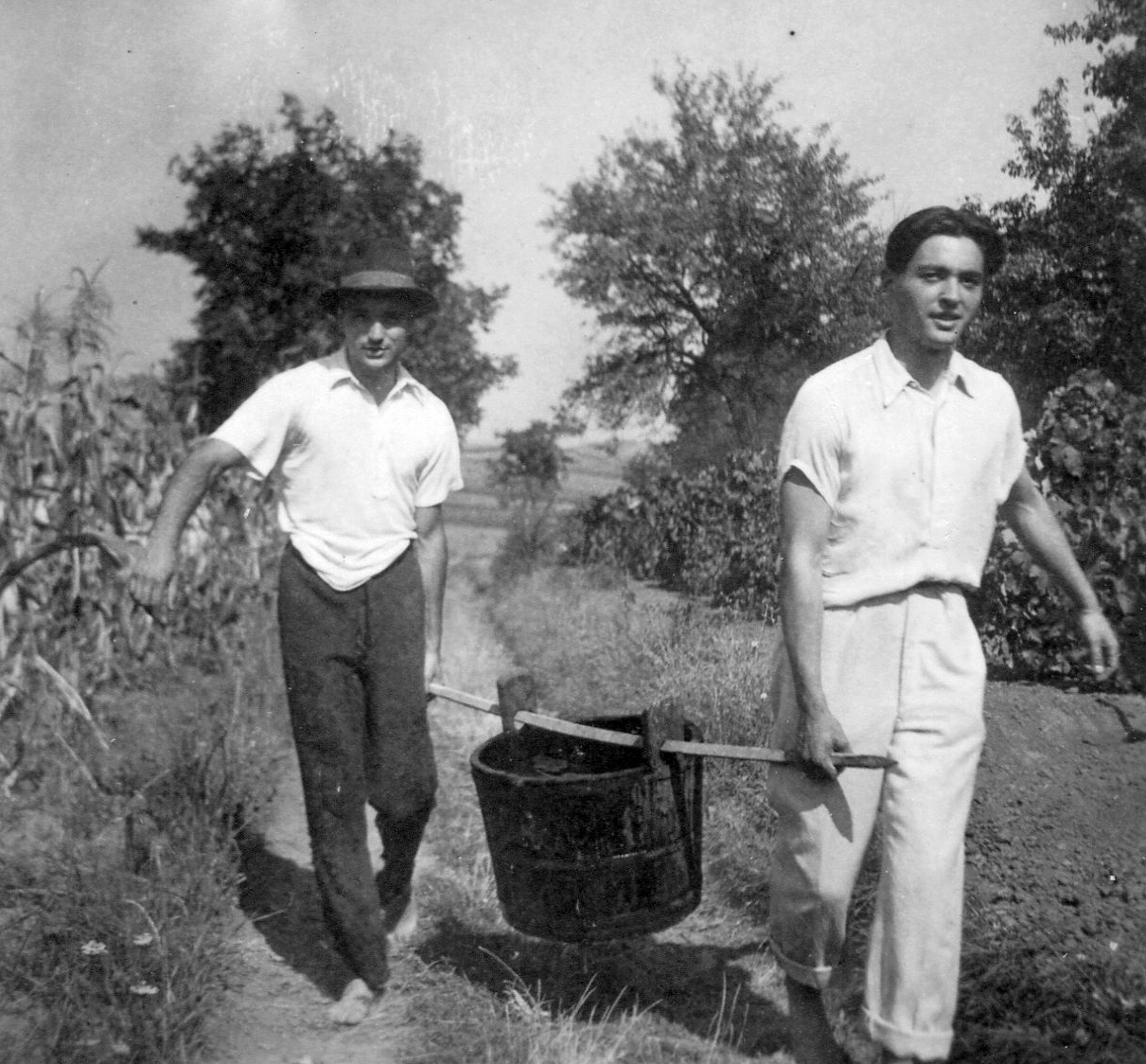
Büttenträger bei der Weinlese, Ungarn, 1936

Im Weinbau dienen große Bütten, auch Traubenbütte oder Zuber genannt, dem Winzer zum Sammeln und Transport der Weintrauben bei der Traubenlese, vorübergehend auch zur Aufbewahrung von Weintrauben, Maische oder Most.
Zu unterscheiden ist die Bütte, auch „Beschoff“ von der „Hotte“, „Kiepe“, „Legel“ oder „Logel“, im Badischen auch „Traubenschütte“ oder „Biggi“. Bei diesem Gefäß handelt es sich um einen mittels zweier Lederriemen auf dem Rücken getragenen Behälter. Dieser war einst ein geflochtener und mit Pech abgedichteter Korb („Rückenkiepe“), danach ein Behälter aus Zinkblech, seltener Kupferblech; in neuerer Zeit ist er aus Kunststoff gefertigt. Er dient bei der Weinlese von Hand zum Transport der Trauben aus dem Weinberg zur Transportbütte, wobei das Fassungsvermögen bis zu 40 kg Trauben bzw. 75 Liter Flüssigkeit betragen kann.

### Bauwesen
Heutzutage wird der Begriff „Bütte“ auch von Handwerkern benutzt. Bei ihnen ist sie ein großer Bottich, meist aus festem schwarzem Kunststoff, der ein Allzweck-Gefäß für die verschiedensten Aufgaben auf dem Bau darstellt. Es dient hauptsächlich zum Anrühren von Mörtel, aber auch zum Werkzeugwaschen oder zum Transport bzw. der kurzfristigen Lagerung von Werkzeug.

## Sonstiges
In den rheinischen und südwestdeutschen Regionen, in denen Karneval und Fastnacht eine große Rolle spielen, wurde die dem Weinbau entlehnte „Bütt“ zum Vortragspult für die Büttenrede umfunktioniert. Mittlerweile ist diese – nunmehr künstlerisch ausgestaltete – Bütt nicht mehr zur Aufnahme von Flüssigkeiten geeignet, weil von hinten her ein Zugang ähnlich wie zu einer Kanzel geschaffen wurde.
In gewissen Schweizer Dialekten ist Bütti eine eher abschätzige Bezeichnung für ein altes Auto.

## Heraldik
Der (Bade)-Zuber ist in der Wappenkunde eine gemeine Figur, die nicht nur bei Badeorten verwendet wird.

Honkajoki
Büttelborn, redend
Die schwäbische Hausfrau wäscht in Wäschenbeuren
Wappen von Bad Gögging mit Badescheffel zu verschiedenen Epochen
Bad Hofgastein
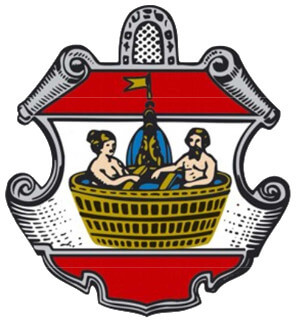
Baden (Niederösterreich) mit Badenden